# Fatou Diome
Fatou Diome (Niodior, 1968) és una escriptora senegalesa en llengua francesa.
Després de la publicació de la seva col·lecció de novel·les curtes titulada La Préférence nationale (2001), la seva novel·la Le ventre de l'Atlantique (2003) va adquirir un gran reconeixement internacional. La seva obra se centra, principalment, en els temes de la immigració a França i les relacions entre França i el continent africà.

## Biografia

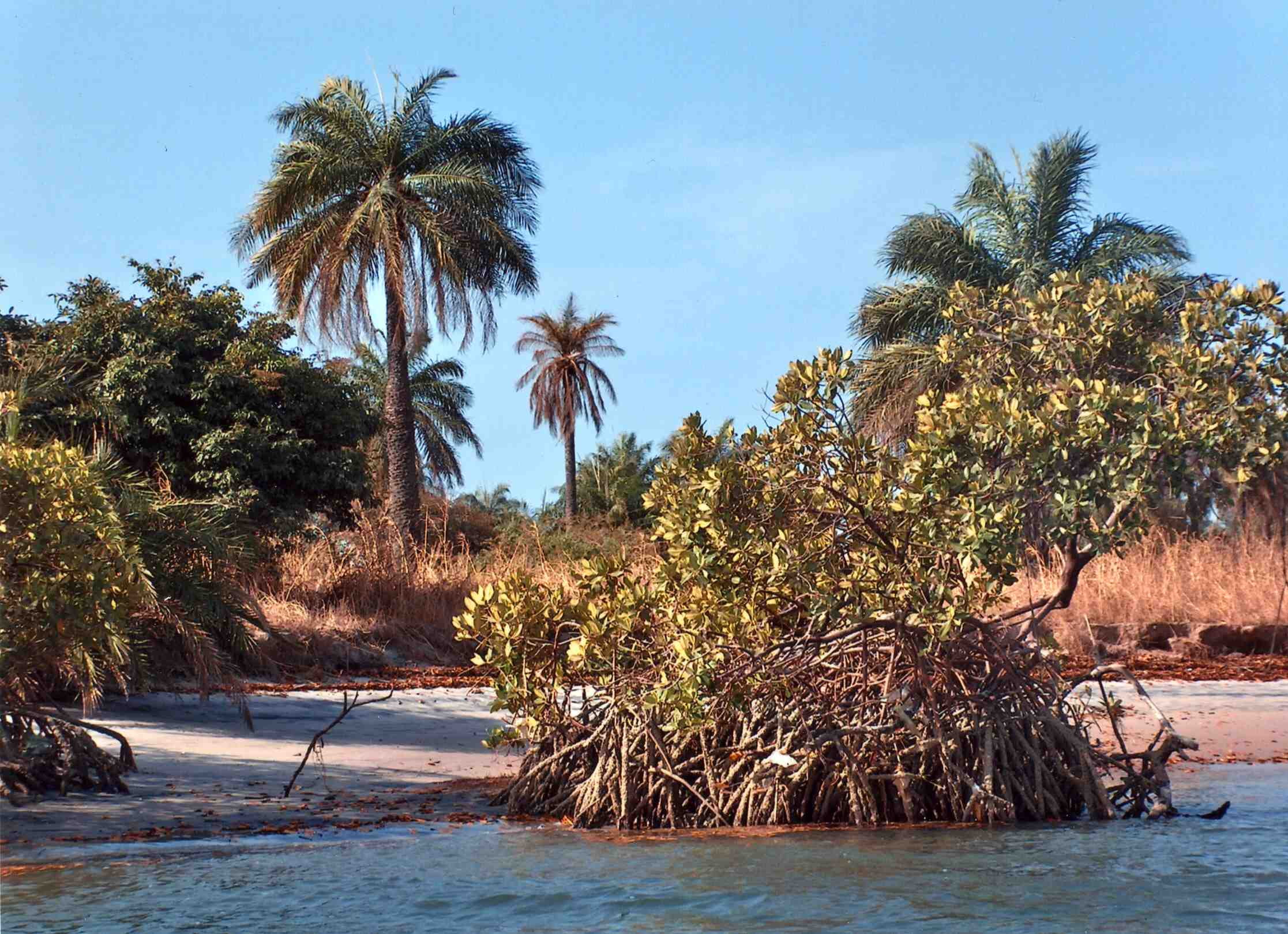
Niodior, illa natal

Fatou Diome va néixer en 1968 en la petita illa de Niodior (situada en el delta del Riu Salum, al poble Serer, al sud-oest del Senegal). Filla natural -els seus pares no estaven casats- va ser criada per la seva àvia, Animata. El seu cognom prové de la regió Sine-Salum, on els Diome pertanyen al poble Niominka (un grup ètnic del Senegal).
Al contrari del que exigeixen les tradicions de la seva terra natal, Fatou es relacionava amb els homes en lloc d'ajudar les dones a preparar menjars i fer les feines de la casa. Com que no encaixava amb l'ambient de l'illa, Fatou va decidir anar a l'escola i aprendre francès. A la seva àvia li va portar un temps acceptar que la seva néta tingués una educació, la jove Fatou assistia a l'escola d'amagat. Va ser el seu professor qui va convèncer a la seva àvia que la deixés continuar amb els seus estudis.
A l'edat de 13 anys, Fatou va començar a apassionar-se per la literatura francòfona i a escriure. Amb 14 anys, va abandonar el seu poble per a continuar els seus estudis en altres ciutats del Senegal, sostenint aquest estil de vida itinerant amb feines esporàdiques. Després d'això, va anar a escola secundària de M'Bour, va treballar com a serventa a Gàmbia i va començar els seus estudis universitaris a Dakar. En aquell moment, somiava convertir-se en professora de francès al Senegal.
Als seus 22 anys, es va enamorar d'un francès, amb qui es casa i marxà amb ell a Estrasburg (França) en 1994. Fatou va ser rebutjada per la família del seu espòs i es va divorciar dos anys més tard. Com a immigrant es va trobar en una situació difícil a França. Per poder subsistir i finançar els seus estudis, es va veure obligada a treballar de minyona durant sis anys.. Finalment, Fatou va exercir com a conferenciant després d'aprovar el seu DEA i va començar una tesi sobre "Els voyages, els échanges et la formation dans l'œuvre littéraire et cinématographique de Sembène Ousmane".
L'estudi del motiu del "viatge" en l'obra de Sembène Ousmane va inspirar les seves obres posteriors i va influir en la llibertat de to, el sentit de la narració i la precisió de les descripcions en obres com "Celles qui attendent".

## Carrera
Un cop finalitzats els estudis de lletres i filosofia a la Universitat d'Estrasburg, Fatou va començar la seva carrera docent a la mateixa institució. Posteriorment, va impartir classes a la Universitat Marc-Bloch d'Estrasburg i a l'Institut Superior de pedagogia de Karlsruhe, Alemanya. l'any 2017, la Universitat de Lieja va reconèixer la seva trajectòria atorgant-li el títol de doctorat honoris causa.
Fatou es va dedicar també a l'escriptura. El 2001 va publicar La Préférence nationale, un recull de novel·les curtes, a la revista Présence africaine. La seva primera novel·la Le Ventre de l'Atlantique, publicada el 2003 a l'editorial Anne Carrière, va esdevenir un èxit de vendes a França i ha estat traduïda a diversos idiomes, incloent l'anglès, l'espanyol i l'alemany. Aquesta obra, parcialment autobiogràfica, narra la història de Salie, una immigrant senegalesa que viu a Estrasburg, i el seu germà petit Madicke, que roman al Senegal somiant amb emigrar a França per convertir-se en un futbolista d'èxit.
El 2004 Fatou Diome va presentar en el Fòrum International Cinéma & Littératures en Montecarlo la seva novel·la «Le ventre de l'atlantique».
Posteriorment, va anar ampliant la seva obra amb Kétala (2006), Inassouvies, ens vies (2008), Celles qui attendent (2010) i Impossible de grandir (2013) totes publicades a éditions Flammarion.
Les obres de ficció de Fatou Diome giren al voltant de la relació entre França i Àfrica. El seu estil narratiu beu de la tradició oral africana, encara viva al continent. Amb una prosa precisa i autèntica, Diome combina un humor juganer i un llenguatge incisiu però subtil per retratar de manera colpidora les dificultats que afronten els immigrants africans a França. Alhora, entreteixeix aquests relats amb evocacions nostàlgiques del seu Senegal natal.
El 2019,  Fatou Diome va rebre el Premi literari de Rotary Clubs de llengua francesa per la seva novel·la Els veilleurs de Sangomar. Aquesta novel·la explica la història de Coumba, una dona jove que s'ha quedat vídua recentment després de perdre el seu marit en el naufragi tràgic del Joola el 2002, a la costa del Senegal. Situada en una illa propera a Sangomar, un lloc impregnat de misticisme en la tradició animista serer, la narració explora els temes del dol, l'amor i la llibertat. El jurat del premi està compost per rotaris i rotàries provinents de diversos àmbits. La novel·la premiada ha de reflectir els principis del Rotary, com la tolerància, el respecte i la promoció de l'entesa i l'acord entre persones de diferents cultures i llocs del món..
El 2021, continua la seva carrera literària, tot explicitant a mesura que avança com la història influeix en el seu pensament i el seu treball. De fet, la història és molt present en les seves obres, i les tradicions animistes de la seva infància senegalesa s'entrecreuen amb la història política i literària de la França de la Il·lustració. Per exemple, en una entrevista concedida a Radio France, explica com els seus avis tenien el costum d'explicar-li els esdeveniments històrics després dels àpats familiars o durant les jornades de pesca a Sangomar. Continua dient que, de petits, consideraven aquestes històries com a llegendes. Però, en créixer, aquestes narracions es van tornar més serioses i precises, també destaca que en la família tenien el costum de recitar el seu arbre genealògic i, per a cada avantpassat, explicar com era la seva vida i en quin context.

## Ideologia política
Fatou Diome alça la veu contra la intolerància, reivindicant amb fermesa el paper fonamental de l'educació i els valors republicans en la construcció d'una societat més justa i igualitària.
Davant l'auge del populisme,Fatou Diome és convidada sovint a expressar les seves opinions sobre temes polítics i socials en mitjans de comunicació, tant televisius com escrits. Amb una postura ferma, critica durament el creixement del populisme, especialment representat pel Reagrupament Nacional a França. Com a escriptora, utilitza els seus llibres per reivindicar els valors republicans i humans, convençuda que «ja no hem de romandre en silenci davant els obsessionats de la identitat nacional.»
Fatou Diome advoca fermament per una cooperació més equitativa entre Europa i Àfrica. Segons l'escriptora, actualment  Europa manté les regnes d'una relació asimètrica, on Àfrica té poc control sobre els seus propis recursos. Diome argumenta que la persistència del complex colonial tant en africans com en europeus, obstaculitza l'establiment d'una veritable col·laboració en peu d'igualtat entre els dos continents.
Diome defensa la idea que tothom, independentment del seu origen, hauria de sentir-se com un ésser humà davant d'un altre. En aquest sentit, sense atribuir més responsabilitat a un continent que a l'altre, l'autora sosté que els africans han d'alliberar-se de la seva condició de víctimes, mentre que els europeus han d'abandonar la seva posició dominant. Així, es podria posar fi a la divisió entre explotador i explotat, entre donant i receptor d'ajuda.
Finalment, Diome subratlla que ajudar veritablement una persona implica fer-la autosuficient, de manera que ja no necessiti més assistència. Amb aquesta afirmació, l'autora fa una crítica velada a les polítiques d'ajuda al desenvolupament que els països occidentals han implementat a l'Àfrica, en particular.

## Obres
- 2001 : La Préférence nationale, col·lecció de novel·les curtes, editorial Présence Africaine.
- 2002 : Els Loups de l’Atlantique, novel·les curtes, en la col·lecció : Étonnants Voyageurs. Nouvelles Voix d’Afrique.
- 2003 : Le Ventre de l'Atlantique, novel·la, editorial Anne Carrière, editorial Le Livre d'escalfi 30239
- 2006 : Kétala, novel·la, editorial Flammarion.
- 2008 : Inassouvies, ens vies, novel·la, editorial Flammarion.
- 2010 : Le Vieil Homme sur la barque, relat (il·lustracions de Titouan Lamazou), Naïve.
- 2010 : Celles qui attendent, novel·la , editorial Flammarion
- 2010 : Mauve, relat, editorial Flammarion
- 2013 : Impossible de grandir, novel·la, editorial Flammarion.
- 2017 : Marianne port plainte !, assaig, editorial Flammarion.
- 2019 : Els Veilleurs de Sangomar, Albin Michel.
- 2021 : De quai aimer vivre, Albin Michel.
- 2022 : Marianne face aux faussaires, Albin Michel.
- 2023 : Le Verbe libre ou le silence, Albin Michel.
- 2024 : Discours de réception de Fatou Diome à l'Académie royale de langue et de littérature françaises de Belgique accueillie par Yves Namur, Albin Michel.

## Col·laboració
Weepers Circus, N'importe où, hors du monde (2011). Es tracta d'un llibre-disc en el qual participen una quarantena de convidats com a autors o intèrprets: Fatou Diome hi signa un text inèdit (no musicat) amb el títol enigmàtic de "N'importe où, hors du monde".